# Eric Pohlmann
Eric Pohlmann, född 18 juli 1913 i Wien, död 15 juli 1979, var en österrikisk skådespelare. Han har bland annat givit sin röst åt skurken Blofeld i James Bond-filmerna Agent 007 ser rött (1963) och Åskbollen (1965). Han var klassiskt skolad skådespelare som studerade under regissören Max Reinhardt. Han öppnade Raimund Teater och han började som underhållare i en bar. 1939 gifte han sig med Lieselotte Goettinger.